# 福田康文

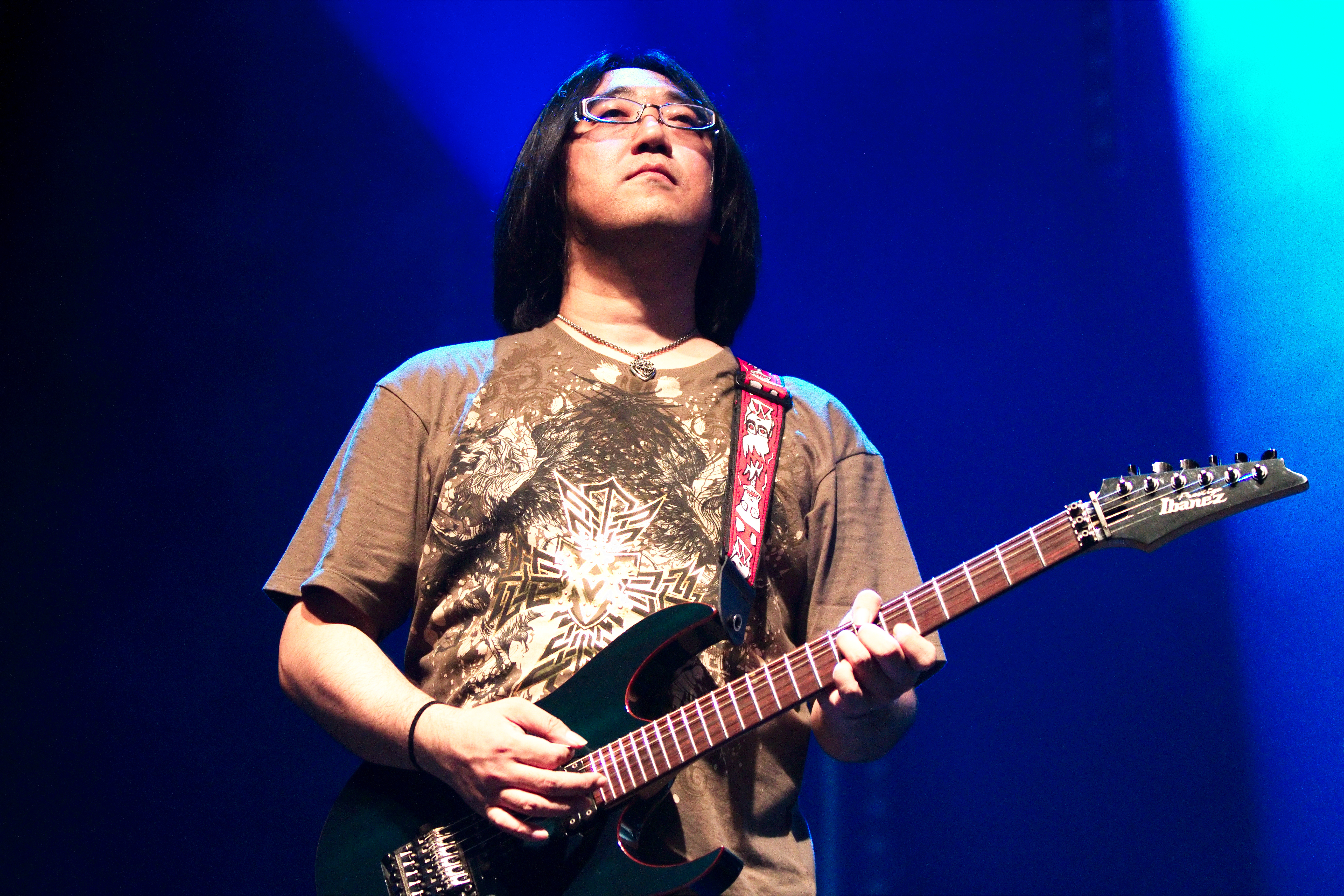
Japan Expo 2010

福田康文（ふくだ やすふみ）は、京都府出身の作曲家、編曲家、ギタリスト。

## 来歴
マイクロキャビンへ入社後、同社のゲームソフトの作曲を数多く手がけた。その後チュンソフトへ入社。現在はフリーランスで活動し、作曲、音効、ギタリストとしてレコーディング、ライブなどに参加している。

## 主な作品

### 音楽担当
映画'
- 石の降る丘
- 劇場版『遊☆戯☆王 THE DARK SIDE OF DIMENSIONS』（編曲）

#### アニメ
- シュガシュガルーン
- MURDER PRINCESS
- 遊戯王5D's （クレジットなし）
- 遊☆戯☆王ZEXAL
- 遊☆戯☆王ZEXAL II
- 学校のコワイうわさ 花子さんがきた!!（新シリーズ）
- バーチャルさんはみている（音響効果）

#### ゲーム
- 幻影都市
- エルムナイト
- リグロードサーガ2
- NOON
- 鋼鉄の咆哮（PC版）
- かまいたちの夜2 監獄島のわらべ唄
- ブルードラゴン（効果音）
- 大乱闘スマッシュブラザーズX
- フルハウスキス
- ソウルキャリバーIV（ゲスト編曲）
- ザ・キング・オブ・ファイターズ 2002 UNLIMITED MATCH
- 狼と香辛料 海を渡る風
- ディシプリン*帝国の誕生
- ときめきメモリアル4
- 牧場物語 わくわくアニマルマーチ
- 真かまいたちの夜 11人目の訪問者
- ソニック ジェネレーションズ 白の時空
- ルミナスアーク インフィニティ（歌曲）
- 俺タワー -Over Legend Endless Tower-
- 戦国プロビデンス
- 幼女戦記 魔導師斯く戦えり
- 牧場物語 オリーブタウンと希望の大地
- デジプラコレクション まるごと鉄道!

#### アーティスト
- 大根団地　編曲、ギター
- Lill　編曲
- 浅岡雄也

「Together」「PARADISE」「欠けたパズル」「君がいれば」「青空＃1」（編曲）
- 山下怜美

「ハッピーボックス☆」「本当の時間」（編曲）
- 山下怜美＆紫音

「やみこさんもくる!?」（作曲・編曲）
- マベラヂW Internet Radio

1. 『Are You Ready?』(桐山漣・進藤学・樋口智恵子)
2. 『Ride on, Goes on』(桐山漣・進藤学)
3. 『Wish』(樋口智恵子)
4. 『サヨナラ太陽』(桐山漣・進藤学・樋口智恵子)

| スタブアイコン | サブスタブ | この項目は、まだ閲覧者の調べものの参照としては役立たない、音楽関係者（バンド等）に関連した書きかけの項目です。この項目を加筆・訂正などしてくださる協力者を求めています（P:音楽/PJ:芸能人）。 |